# Ammoniumhexafluoroaluminat
Ammoniumhexafluoroaluminat ist eine chemische Verbindung aus der Gruppe der Ammoniumverbindungen und Aluminate.

## Gewinnung und Darstellung
Ammoniumhexafluoroaluminat kann durch Reaktion von Ammoniumfluorid mit Aluminiumhydroxid gewonnen werden.
{\displaystyle \mathrm {6\ NH_{4}F+Al(OH)_{3}\longrightarrow (NH_{4})_{3}[AlF_{6}]+3\ NH_{4}OH} }

## Eigenschaften
Ammoniumhexafluoroaluminat ist ein weißer geruchloser Feststoff, der löslich in Wasser ist. Er ist bis über 100 °C thermisch beständig.

## Verwendung
Ammoniumhexafluoroaluminat wird zur Herstellung von Aluminiumfluorid verwendet.